# Teresa Bernárdez
Teresa Bernárdez (Buenos Aires, 11 de junio de 1931 - East Lansing, Michigan, 12 de julio de 2010) fue una psiquiatra argentina, de origen gallego especializada en la salud mental de las mujeres, conocida por su lucha para que se deje de considerar al trastorno disfórico premenstrual y el trastorno de personalidad autodestructiva como enfermedades mentales.

## Trayectoria
Teresa Bernárdez nació en Buenos Aires el 11 de junio de 1931. Era hija de inmigrantes gallegos, provenientes de Maside en la provincia de Orense, radicados en la Argentina. Su padre se llamaba Francisco Bernárdez y su madre Dolores Novoa. Tuvo dos hermanos de sangre, Mariano y Aurora Bernárdez, conocida escritora y traductora, y primera esposa de Julio Cortázar. También tuvo cinco medio hermanos: Enrique, Francisco, Ricardo, Federico y Adelaida.
Estudio medicina en la Universidad de Buenos Aires, recibiéndose en 1956. Completó su formación en el Hospital Vaugirard de París, el Hospital Universitario de Topeka (Kansas), la Clínica Tavistock de Londres y fue miembro del Instituto Bunting en Radcliffe College.
A lo largo de su carrera, se desempeñó como profesora de psiquiatría en la Universidad Estatal de Michigan y como psicoterapeuta hasta su jubilación. Profesionalmente, se especialización se centró en la salud mental de la mujer. En 1985, cuando era presidanta del Comité de la Asociación Estadounidense de Psiquiatría sobre la Mujer lideró la discusión para que la Asociación Americana de Psiquiatría dejara de considerar y revisara el trastorno disfórico premenstrual, la biastofilia y el trastorno masoquista de la personalidad como enfermedades mentales. Su producción científica más destacada gira en torno a la salud psiquiátrica de la mujer.
Como presidenta del Comité de la Asociación Estadounidense de Psiquiatría sobre la Mujer, Teresa lideró una rebelión en la revisión en 1985 del Manual diagnóstico y estadístico de los trastornos mentales, intentando eliminar de ese manual tres supuestos trastornos mentales: el trastorno disfórico premenstrual, el trastorno de rapto parafílico y el trastorno de personalidad masoquista.
Además de su producción científica, Bernárdez también se dedicó a la poesía, publicando un libro donde recopiló unos 50 poemas de su autoría.